# Julius Viel
Pour les articles homonymes, voir Viel.
Julius Viel, né le 21 février 1918 à Überlingen, Bodensee et mort le 25 février 2002 à Wangen im Allgäu, est un militaire nazi allemand.

## Biographie
Julius Viel a été pendant la Seconde Guerre mondiale Untersturmführer dans la Waffen-SS.
En avril 2001, il est condamné au Ravensburger Kriegsverbrecherprozess à douze ans de prison pour crime de guerre, pour avoir assassiné sept prisonniers juifs dans la Kleine Festung Theresienstadt. durant le printemps 1945.

## Sources
- Notices d'autorité :   - VIAF
  - ISNI
  - GND
  - Pays-Bas
- Traduction sommaire du wiki allemand.